# Chlorops quadristrigata
Chlorops quadristrigata är en tvåvingeart som först beskrevs av Donovan 1808.  Chlorops quadristrigata ingår i släktet Chlorops och familjen fritflugor. Inga underarter finns listade i Catalogue of Life.